# Pretoria Boys High School

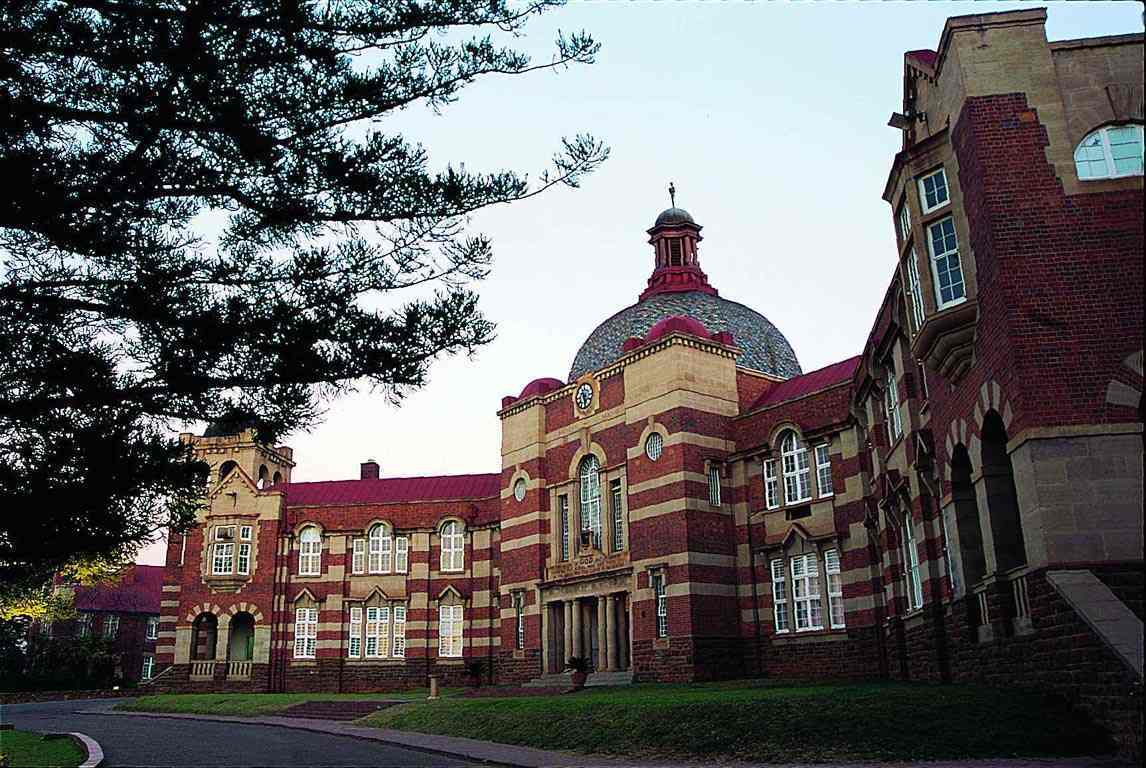
Voorgevel van de school

Pretoria Boys High School, ook bekend als Boys High of PBHS, is een openbare Engelstalige middelbare school voor jongens in Brooklyn (Pretoria) in de provincie Gauteng in Zuid-Afrika.
De kenmerkende rode bakstenen gebouwen van de school zijn uitgeroepen tot rijksmonument. De gebouwen zijn gebouwd in neoklassieke stijl en dateren uit 1909. Het hoofdgebouw van de school, gelegen op Waterkloofkop, staat in de verte direct tegenover het Uniegebouw op Meintjieskop.
De school heeft ongeveer 1500 leerlingen, waaronder 300 hostelbezoekers. Er zijn drie woningen op het schoolterrein: Rissik House en Salomo House werden in 1909 voltooid, samen met het oorspronkelijke schoolcomplex, terwijl School House pas een paar jaar later werd gebouwd.
Sportfaciliteiten zijn onder meer rugby-, cricket- en hockeyvelden, een fitnessruimte, twee zwembaden (een voor waterpolo), atletiekvelden van de Olympische standaard, verschillende tennis- en squashbanen, een paar basketbalvelden, een AstroTurfveld en een muur voor rotsklimmen. 
Het schoolterrein omvat ook een tweede campus (Pollockcampus) met een aangeplant dennenbos, een boogschietbaan die nu wordt gebruikt, een amfitheater en een kunstmatig meer (Loch Armstrong). Het terrein vormt een beschermd vogelreservaat en herbergt verschillende vogelsoorten.
De school heeft een gevestigde muzikale traditie en beschikt over een formeel symfonieorkest, jazzensemble, dixieland-orkest, koor, pijporkest en folkgroep.

## Bekende alumni
- John Smit, aanvoerder van Springbok en rugbyspeler.
- Elon Musk, internet- en ruimtevaartondernemer.